# Басасеачи (водопад)
Басасеачи (исп. Basaseachi) — водопад, расположенный на реке Басасеачи, который является вторым по величине водопадом в Мексике. Находится в национальном парке Басасеачи в Медном Каньоне, на северо-западе Мексики.
Водопад Басасеачи находится в горах Сьерра-Мадре, в муниципалитете Окампо.
Водопад создается двумя потоками Арройо дель Дуразно и Арройо-де-Басасеачи, которые сливаются в высоких горах и падают вниз со стены каньона.

## История
Бассасеачи на языке рарамури означает место койотов, или водопад.